# Tots Sants (grup)
|  | Aquest article tracta sobre el grup de música. Si cerqueu la celebració catòlica, vegeu «Tots Sants». |

Tots Sants és un grup de música mallorquí de rock, punk i funk, que assolí un cert grau de notorietat durant la primera meitat dels anys noranta, en el moment de més esplendor del fenomen que es va anomenar Rock Català. Tot i que, com d'altres grups del moment, no se sentien especialment identificats amb l'etiqueta, van prendre part en l'eixamplament dels circuits de concerts i en la dinamització de la indústria musical —realitzaren un vídeo musical per a la cançó "Ca de bou" i diverses de les seves cançons foren antologades en els recopilatoris de la discogràfica Picap: a Foteu-li canya, "Ca de bou" (Ja m'ho temia) al volum 2, 1992, "Crack boy" (Màxima audiència) al volum 3, 1993 i, al recopilatori Les millors balades del rock (Picap, 1993) la cançó "Illa Maria" (Màxima audiència); endemés, el programa del canal 33 Sputnik va enregistrar i emetre un concert seu. L'empenta que havia pres la música en català els prengué desapercebuts i en certa manera els aclaparà.
El grup, format per Xavier Ramis (veu), Jaume Estelrich (guitarra), Àlex Vadell (baix) i Marcos Gil (bateria), feu el seu primer concert el 21 d'agost de 1990. Després d'autoeditar-se una maqueta homònima el 1990, Tots Sants, van editar dos discs amb Picap (amb la incorporació d'un segon guitarrista, Aurelio Pérez), Ja m'ho temia, que va produir Joan Bibiloni el 1992, i Màxima audiència, el 1993, produït per Antoni Pastor.
Aurelio Pérez (guitarra) deixà el grup i l'any 1995 s'incorporà a la formació definitiva el guitarrista Joan Gelabert 'Fil' (Bràmuls, Hellish, Putre in Fact, 187, Rap Rural).
El 1998 publicaren el seu darrer disc, Take the Flight amb el segell Produccions Blau. Potser sí aquest disc és producte d'un punt de maduresa i llibertat musical dels membres de la banda en aquell moment; disc potent, contundent, tocant varietat d'estils i amb la peculiaritat de l'anglès com a idioma principal.
Amb uns productors de luxe com són Kaki Arkarazo (membre dels grups Kortatu i Negu Gorriak i productor de grups com Barricada, Berri Txarrak, Su Ta Gar, etc...) i Sergio Marcos ( productor de Soziedad Alkoholika, Def Con Dos, Siniestro Total, Hamlet, etc...) el so de Take the Flight no és cap casualitat.
Per desavinences amb la discogràfica i pel moment vital dels components, a finals de 2001 la formació va romandre inactiva fins que el 21 d'abril de 2011 tornaren als escenaris a la Sala Fònica de Muro i van començar a preparar una gira per celebrar el 20è aniversari de la publicació del seu primer disc, Ja m'ho temia.
Tanmateix la mort del cantant, Xavier Ramis, el 17 d'agost de 2011 va truncar els plans del grup.
Els membres restants del grup van iniciar un projecte amb la intenció de donar continuïtat al llegat de Tots Sants i van prendre el nom d'una de les cançons emblemàtiques del grup "Ca de Bou". El projecte Ca de Bou el formà Jaume Estelrich, Àlex Vadell, Marcos Gil, Joan Gelabert 'Fil' i Roger "Pistola" (veu).
El 2012 Antònia Font, en el seu darrer disc, Vostè és aquí, va versionar la cançó "Leyenda negra" del disc Ja m'ho temia. El col·lectiu Renou Col·lectiu, de Manacor, va organitzar un concert d'homenatge a Tots Sants el 20 de novembre de 2012.
Actualment, la banda continua en actiu; arran de la publicació de la 2a revista anual 07500, el grup tornà a pujar als escenaris acompanyat de les veus de Mateu Vidal (Sacrament, Niu, Sweet Sugar Circle, 187), Sara Gil (The Wapetons, Mopi) i Ilde Muñoz (Underdog) durant tot l'any 2024.
Després d'un any, tornen al format clàssic de cinc components amb el fitxatge de Pep Álvarez (Anegats).